# Грин-Бей (залив озера Мичиган)
Грин-Бей англ. Green Bay, от фр. Baie Verte) — залив на северо-западе озера Мичиган. Омывает берега штатов Висконсин и Мичиган. Длина с северо-востока на юго-запад 190 км, площадь 4212 км². С 1870-х годов переживал сильное загрязнение отходами промышленных производств, работы по восстановлению экологического баланса ведутся с 1970-х годов.

## Название
Впервые на картах французских землепроходцев залив появляется под названием Baye Des Puans — «Бухта вонючек», поскольку «вонючками» называли местное население индейцы, бывшие союзниками французов. По предположению Жака Маркетта, такое прозвище было связано с испарениями от прилежащих к заливу болот. Наряду с этим названием, однако, затем появилось французское имя Baie Verte — «Зелёная бухта». Предположительно, это связано с тем, что деревья на берегах залива рано выпускают первые листья, так что вояжёры, выходившие из района пролива Макино в конце зимы и проделывавшие путь вдоль западного берега озера Мичиган, прибывали к заливу, когда вокруг уже было зелено. На карте Джонатана Карвера, выполненной на английском языке в 1778 году, залив уже носит имя Green Bay — перевод французского названия.
По мнению лимнолога Клиффорда Мортимера, термин bay (с англ. — «бухта») не вполне точно подходит к данному водоёму, который он характеризовал как обычный, относительно мелководный, залив (англ. gulf). Существует также точка зрения, рассматривающая Грин-Бей как крупнейший в мире пресноводный эстуарий.

## География и гидрография
Устье залива расположено в северо-западной части озера Мичиган, он омывает берега двух штатов США — Висконсина и Мичигана (Верхний полуостров). От устья залив тянется на юго-запад, до места впадения в него реки Фокс, на 118 миль (190 км), максимальной ширины — 23 мили (37 км) — достигая напротив основного входа, известного как проход Рок-Айленд. Площадь залива составляет 4212 км². Средняя глубина — 20 м, максимальная — 53 м, в 6,5 км к западу от острова Вашингтон. Объём — 70 км³.
Залив частично обособлен от основной акватории озера Мичиган двумя полуостровами — Гарден с северо-востока и Дор с юго-востока. Основной вход в залив затруднён из-за обилия островов, подводных отмелей и рифов между этими двумя полуостровами. Поэтому в продолжение залива Стерджен-Бей, врезающегося в полуостров Дор со стороны Грин-Бея, был проложен Судоходный канал озера Мичиган; таким образом, сформирован более короткий водный путь, связывающий основную часть озера Мичиган с портами залива Грин-Бей — Грин-Беем и Маринеттом в Висконсине и Меномини в Мичигане. Ещё один важный порт в заливе Грин-Бей — Эсканаба (Мичиган).
Площадь водосборного бассейна залива Грин-Бей — 40 468 км², или около трети от общей площади водосборного бассейна озера Мичиган. Крупнейшая из рек, питающих Грин-Бей, — Фокс, вытекающая из озера Уиннебейго. В залив впадают также реки Меномини, Оконто и Пештиго.

## История
Первым европейцем, посетившим залив, стал в 1634 году француз Жан Николе. В дальнейшем от залива начинался важный маршрут мехоторговли, связывавщий Великие озёра и Миссисипи через реки Фокс и Висконсин. Ситуация сохранялась неизменной до начала 1830-х годов, когда после картографирования региона правительство США начало продажу земельных участков вокруг залива. С 1830-х по 1880-е годы вокруг залива активно велась вырубка и переработка леса. Объём добычи за это время составил миллиард досковых футов девственного леса. С середины XIX века начало развиваться сельское хозяйство — вначале в основном в форме пшеничных полей, а затем в форме молочного животноводства.
Начиная с 1870-х годов акценты в местной экономике сместились с производства пиломатериалов на производство бумажной продукции. К началу XX века большая часть земель в нижнем течении реки Фокс была распахана под поля или занята пастбищами. В 1968 году на дне залива были обнаружены богатые залежи марганца.
Бумажное производство и сельскохозяйственные удобрения привели к сильному загрязнению реки и прилегающей к её устью части залива. В 1920—1930-е годы ряд исследований показал связь отходов бумажного производства, спускаемых в реку Фокс и её приток Ист-Ривер, с ухудшением экологической обстановки в южной части залива, включая нехватку кислорода в придонных слоях воды и гибель рыбы. Отчёт 1938 года показал наличие в заливе экстремально высоких объёмов сине-зелёных водорослей. Вонь от гниения также наносила ущерб туризму, и в 1943 году из-за повышенного содержания микробов в воде был на неопределёлённый срок закрыт пляж Бей-Бич.
Принятие в 1972 году федерального закона о чистой воде (англ. Clean Water Act) положило начало усилиям по борьбе с загрязнением вод Великих озёр и восстановлению их экологического баланса. Благодаря значительным капиталовложениям в очистку сточных вод объём веществ, поглощающих растворённый в воде кислород, в стоках в Грин-Бей снизился на 90 % в период с 1971 пл 1978 год. Это привело к существенному росту содержания растворённого кислорода в воде залива. Дальнейшие проекты по очистке сточных вод были реализованы в период с 1978 по 1986 год, с 1986 года действует постоянная программа мониторинга качества воды в заливе.